# Грондона, Мариано
Мариано Грондона (родился 19 октября 1932 года в Буэнос-Айресе) — аргентинский юрист, социолог, политолог, эссеист и комментатор. Грондона печатался в СМИ и вел телепередачи, кроме того, он является автором нескольких книг и преподавал в аргентинских и зарубежных университетах.

## Ранние годы
Грондона изучал право и социальные науки в Университете Буэнос-Айреса (UBA). Затем он учился в аспирантуре по социологии в Мадридском университете и получил степень по политологии в Мадридском институте политических исследований. С 1984 года он был профессором политического права в UBA.

## Медиа карьера
Грондона в течение многих лет писал для журнала Visión: La Revista Latinoamericana, а в последние годы его выпуска с 1978 по 1995 год руководил им. Он был автором международных новостей в ежедневной газете La Nación в период с 1987 по 1996 год, а затем стал автором политических статей в том же журнале. 
С 1989 года Грондона ведет собственную еженедельную телепрограмму.
В 1997 году он получил платиновую и бриллиантовую премию Konex за коммуникационную журналистику, а в 1987 году был награжден дипломом  Merit Diploma в области политического анализа.
В течение 2000-х он вел два радиошоу: "Ключи дня" и "Размышляя с Мариано Грондона".

## Политические взгляды
Взгляды Грондоны считаются правыми с сильным католическим элементом (в отличие от более либерал-консервативной идеологии других правых лидеров общественного мнения, таких как Альваро Альсогарай ). В вопросах внешней политики Аргентины он выступает за союз с США.
В середине 1960-х Грондона поддержал переворот, в результате которого диктатор Хуан Карлос Онгания стал президентом, а позже занимал государственную должность в своем правительстве. Грондона заявил, что «пытался сделать Де Голля из Онгании, а вместо этого получил Франко».
В 1970-х Грондона был сторонником президентов Эктора Хосе Кампоры, Хуана Перона, Изабель Перон и Хосе Лопеса Реги, основателя аргентинского антикоммунистического альянса.
Когда правительство Изабель Перон распалось, он выступил за участие военных и приветствовал начало процесса национальной реорганизации в 1976 году. Грондона работал советником члена военной хунты бригадного генерала Базилио Лами Дозо, по просьбе которого он написал правительственную программу под названием «Политические основы национальной реорганизации». (продолжение работы «Базы и отправные точки политической организации Аргентинской Республики» Хуана Баутисты Альберди).   
В своей программе «Hora Clave» от 16 марта 2003 года он заявил о диктатуре в Аргентине с 1976 по 1983 год, что «рациональное поведение в любой войне - быть на стороне победителей». В день смерти бывшего чилийского диктатора Аугусто Пиночета в той же программе он заявил, что «если бы Альенде остался у власти, Чили, вероятно, стала бы коммунистической страной», а также «я могу понять, что кто-то, кто придерживается фашистской идеологии, попытается жить по тому, что он считает своими «принципами» [...], но что меня действительно разочаровало, так это тот факт, что у него были банковские счета в Швейцарии. Это невыносимо».